# Glenea paramounieri
Glenea paramounieri là một loài bọ cánh cứng trong họ Cerambycidae.